# T-Mobile Center
Il T-Mobile Center è un'arena copertA situata a Kansas City nel Missouri. Ospita le partite del Kansas City Command di AFL.

## Storia
Il palazzetto fu aperto il 10 ottobre 2007; 3 giorni dopo si tenne il primo evento pubblico, un concerto di Elton John.
L'arena ospita la National Collegiate Basketball Hall of Fame; inoltre si sono tenuti qui concerti di AC/DC, Garth Brooks, Britney Spears, Elton John & Billy Joel, Reba McEntire & George Strait.
I diritti di denominazione appartengono all'azienda di telecomunicazioni Sprint Nextel.